# Lernakert
Lernakert – wieś w Armenii, w prowincji Szirak. W 2011 roku liczyła 1412 mieszkańców.